# السحب الزائد

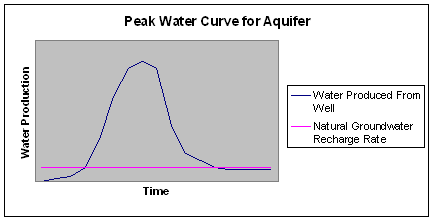
منحنى ذروة المياه المحتمل لإنتاج المياه الجوفية من طبقة المياه الجوفية. يوضح هذا الرسم البياني منحنى ذروة إنتاج النفط للمياه بعد أن تتجاوز معدلات الإنتاج معدل التغذية الطبيعية.

السحب الزائد هو عملية استخراج المياه الجوفية بما يتجاوز التصريف المتوازن لطبقات المياه الجوفية.
هناك نوعان من التصريف: التصريف المأمون والتصريف المستدام. التصريف المأمون هو كمية المياه الجوفية الممكن سحبها من الأرض دون أي نتائج غير مرغوبة. أما التصريف المستدام، فهو استخراج المياه الذي يُؤخذ في الحسبان خلاله معدل التغذية وتأثيرات المياه السطحية.
هناك نوعان من طبقات المياه الجوفية: المحصورة، وغير المحصورة. توجد في طبقات المياه الجوفية المحصورة طبقة مسيطرة تُسمى الطبقة غير المُنفِذة، إذ تحتوي على مواد كتيمة لا يمكن استخراج المياه الجوفية من خلالها. أما في طبقات المياه الجوفية غير المحصورة، فلا توجد هذه الطبقة غير المُنفِذة. يمكن استخراج المياه الجوفية اعتبارًا من سطح الأرض بكل حرية. يشبه استخراج المياه الجوفية من الطبقات غير المحصورة استعارة المياه، إذ يجب إعادة تغذيتها بكمية مناسبة. يمكن أن تحدث الكثير من التأثيرات في حال لم تجرِ التغذية بكمية مناسبة. تنقسم التغذية إلى تغذية اصطناعية وتغذية طبيعية.
تجري عملية التغذية الطبيعية عن طريق تسرب المياه السطحية، وتجري عملية التغذية الاصطناعية لطبقات المياه الجوفية عن طريق عمليات صخ المياه المُستصلحة من مشاريع إدارة مياه الصرف مباشرةً إلى هذه الطبقات. ومثال على هذا: منظمة أورانج كاونتي ووتر ديستريكت في ولاية كاليفورنيا. تأخذ هذه المنظمة مياه الصرف، وتعالجها حتى مستوى مناسب، ثم تضخها بانتظام إلى طبقات المياه الجوفية ضمن عملية التغذية الاصطناعية.
تُسحب المياه الجوفية بشكل أساسي من طبقة المياه الجوفية في أثناء عملية استخراجها، وهذا ما يؤدي إلى انخفاض مخروطي حول البئر. يزداد عرض الانخفاض المخروطي باستمرار سحب المياه. يؤدي ازدياد العرض بسبب السحب الزائد إلى آثار سلبية، مثل انخفاض منسوب المياه، وهبوط الأرض، وخسارة المياه السطحية التي تغذي الجداول. تُسحب في الحالات القصوى إمدادات المياه مباشرةً من الجداول والأنهار من أجل التغذية الطبيعية لطبقات المياه الجوفية، ما يؤدي إلى نضوب مستويات المياه في الجداول والأنهار. يؤثر نضوب مستوى المياه في الجداول والأنهار على الحياة البرية، بالإضافة إلى تأثيره على البشر الذين قد يستخدمون هذه المياه لأغراض أخرى.
إن كمية المياه الجوفية التي يمكن ضخها بأمان مختلفة بشكل كبير بين مناطق العالم، وحتى بين الأقاليم، لأن تغذية كل حوض من أحواض المياه الجوفية يجري بمعدل مختلف اعتمادًا على الهطول، والغطاء النباتي، وممارسات حفظ التربة. تحتاج بعض طبقات المياه الجوفية إلى وقت طويل للتغذية، لذلك قد يكون لعملية السحب الزائد تبعات تتمثل في جفاف فعلي لبعض إمدادات المياه تحت السطحية. يحدث الهبوط عندما تُستخرج المياه الجوفية بشكل مفرط من الصخور التي تتحمل وزنًا أكبر عندما تكون مشبعة. قد يؤدي هذا إلى انخفاض الاستيعاب في طبقة المياه الجوفية.
المياه الجوفية هي المياه العذبة التي يمكن إيجادها تحت الأرض، وهي واحدة من أضخم مصادر المياه. يمكن مقارنة نضوب المياه الجوفية مع «المال في البنك»، فالسبب الرئيسي لنضوب المياه الجوفية هو الضخ أو السحب المفرطين للمياه الجوفية من طبقات المياه الجوفية.

## حول العالم
ترتيب الدول من ناحية استخدام المياه الجوفية للري.
| الدولة                     | مليون هكتار (1×106 هكتار أو 2.5 x106 فدان) من المساحات المروية بالمياه الجوفية |
| الهند                      | 26.5                                                                           |
| الولايات المتحدة الأمريكية | 10.8                                                                           |
| الصين                      | 8.8                                                                            |
| باكستان                    | 4.9                                                                            |
| إيران                      | 3.6                                                                            |
| بنغلادش                    | 2.6                                                                            |
| المكسيك                    | 1.7                                                                            |
| المملكة العربية السعودية   | 1.5                                                                            |
| إيطاليا                    | 0.9                                                                            |
| تركيا                      | 0.7                                                                            |
| سوريا                      | 0.6                                                                            |
| البرازيل                   | 0.5                                                                            |

يعتمد هذا الترتيب على كمية المياه الجوفية التي تستخدمها كل دولة في الزراعة. أصبحت هذه المشكلة كبيرة جدًا في الولايات المتحدة الأمريكية (كاليفورنيا بشكل بارز)، لكن تجدر الإشارة إلى أنها مشكلة في أجزاء أخرى من العالم، وهذا ما وُثّق في البنجاب في الهند عام 1987.